# Gobierno Marin
El gobierno de Sanna Marin fue el 76.º gobierno de Finlandia. Fue formado posteriormente a la caída del gobierno de Antti Rinne y oficialmente asumió el 10 de diciembre de 2019. El gabinete estuvo formado por una coalición integrada por el Partido Socialdemócrata, el Partido del Centro, la Liga Verde, la Alianza de la Izquierda, y el Partido Popular Sueco.

## Apoyo parlamentario
| Cámara                  | Candidato   | Fecha                                                      | Voto |    |    |    |    |    |    |    |   | ÅS | Total   |
| ----------------------- | ----------- | ---------------------------------------------------------- | ---- | -- | -- | -- | -- | -- | -- | -- | - | -- | ------- |
| Parlamento de Finlandia | Sanna Marin | 10 de diciembre de 2019 Mayoría simple requerida (101/200) | Sí   | 40 |    |    | 31 | 20 | 16 | 10 |   |    | 117/200 |
| Parlamento de Finlandia | Sanna Marin | 10 de diciembre de 2019 Mayoría simple requerida (101/200) | No   |    | 39 | 38 |    |    |    |    | 5 |    | 82/200  |
| Parlamento de Finlandia | Sanna Marin | 10 de diciembre de 2019 Mayoría simple requerida (101/200) | Abs. |    |    |    |    |    |    |    |   | 1  | 1/200   |

## Ministros
El mandato inició con un total de 19 ministros en el gabinete de Marin: siete ministros del Partido Socialdemócrata, cinco ministros del Partido del Centro, tres de la Liga Verde, y dos de la Alianza de la Izquierda y dos del Partido Popular Sueco. No se admitió ni se retiró ningún partido nuevo del gabinete anterior.

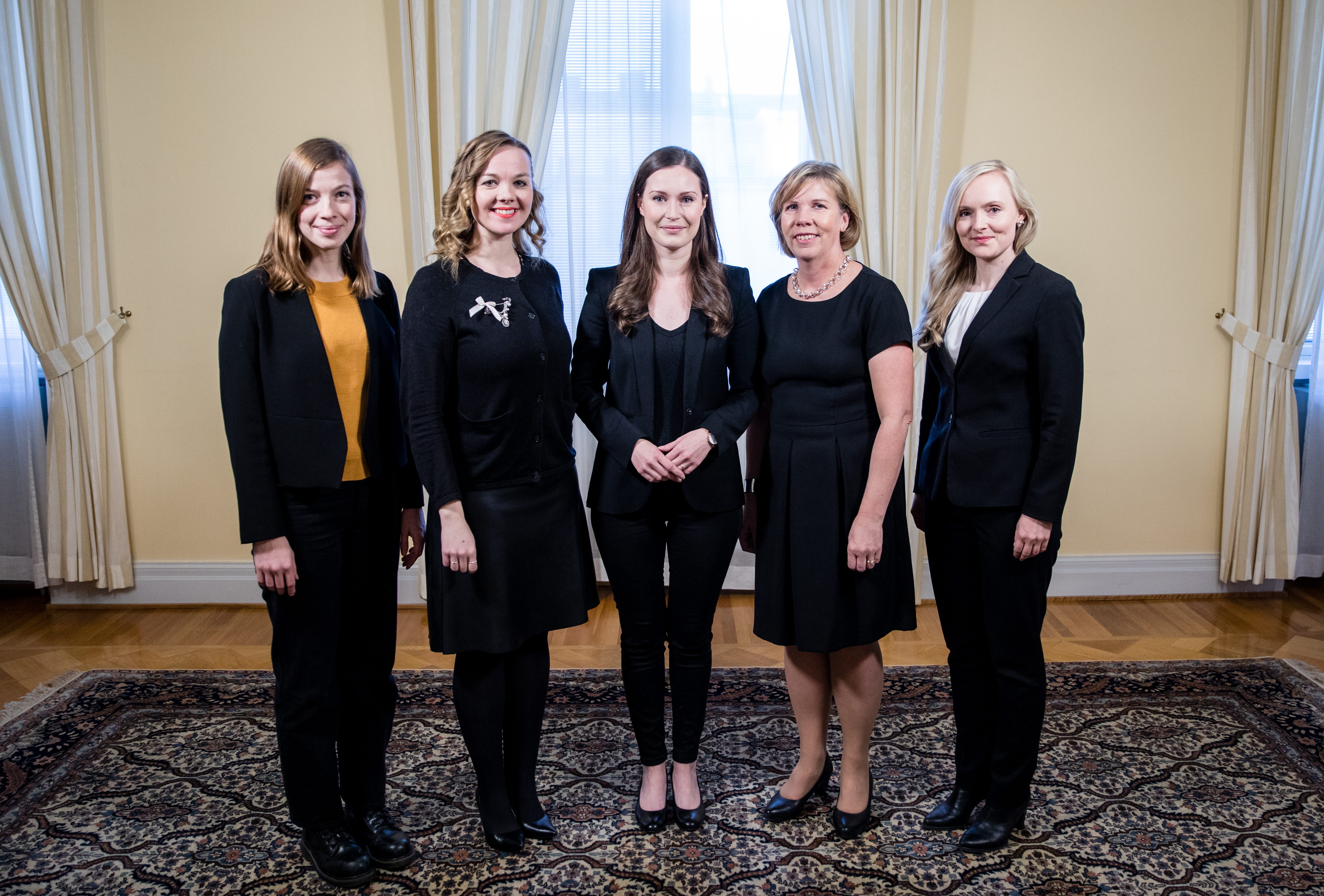
El gobierno de Marin el día 19 de diciembre de 2019: Andersson, Kulmuni, Marin, Henriksson y Ohisalo.

La composición del gabinete se parecía mayoritariamente a la del gobierno predecesor, aunque el anterior primer ministro, Antti Rinne, no tuvo un puesto en este gobierno. La nueva presidenta del Partido del Centro, Katri Kulmuni, intercambió su puesto de Ministra de Economía, en el gobierno anterior, por el de Ministra de Hacienda junto al de vice primera ministra, cambiando cargos con Mika Lintilä. El último cargo conlleva un significativo poder de veto sobre las finanzas del gobierno y su titular es, efectivamente, la segunda a cargo. Esta transferencia solidificó la posición de Kulmini como líder del Partido del Centro, una posición que sólo había asumido tres meses antes de la formación del gobierno de Marin. Sirpa Paatero, la ministra socialdemócrata y exresponsable del Gobierno Local y Administración, fue readmitida en el gobierno a pesar de su dimisión del gabinete de Rinne días antes. Sin embargo, las responsabilidades de la Administración se le encargaron a Tytti Tuppurainen, la ministra de Asuntos Europeos. La socialdemócrata Tuula Haatainen, la única nueva ministra del gobierno, asumió como Ministra del Trabajo, en reemplazo de Timo Harakka, mientras Harakka se le entregó el Ministerio que lideraba Sanna Marin, el Ministerio de Transporte y Comunicaciones. El resto de las carteras ministeriales no sufrieron cambios.

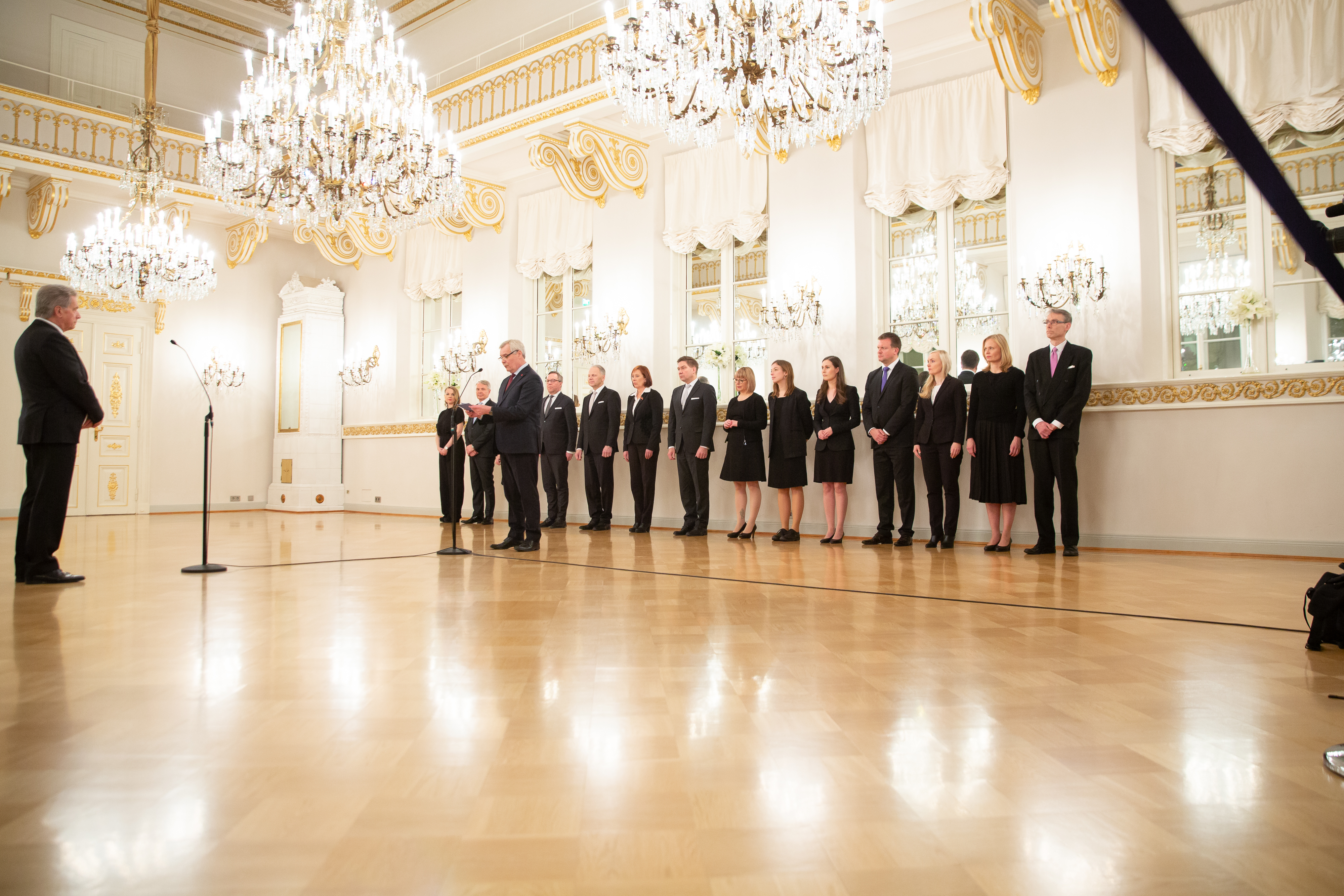
El gabinete completo durante la renuncia de Rinne el día 10 de diciembre de 2019.

El primer cambio de gabinete ocurrió tras la renuncia de Katri Kulmini a sus dos cargos en el gabinete a principios de junio de 2020 aunque mantuvo su cargo de presidenta del Partido del Centro. Ella fue reemplazada por el ex primer ministro Matti Vanhanen. Posteriormente, Kulmini perdió el liderazgo de su partido frente a la ministra de Ciencia y Cultura, Annika Saarikko, quien había vuelto al gabinete hace un mes y además, como líder del partido tomó el puesto de vice primera ministra. En diciembre de 2019 se produjo un cambio en el Ministerio de Educación debido a la licencia maternal de ministra Li Andersson quien sería reemplazada temporalmente por otro miembro de su partido, Jussi Saramo.
Durante el 2021, el primer cambio en el gabinete fue la salida de Matti Vanhanen del Ministerio de Hacienda, durante el mes de mayo, para dar paso a la presidenta del partido del Centro, Annika Saarikko, que ya había asumido como vice primera ministra el año anterior. En junio hubo cambios en ministerios dirigidos por la Alianza de la Izquierda, Li Andersson retomó su puesto al mando del Ministerio de Educación tras la licencia maternal y Hanna Sarkkinen asumió en el Ministerio de Asuntos Sociales y Salud.
     Partido Socialdemócrata de Finlandia     Partido del Centro de Finlandia     Liga Verde     Alianza de la Izquierda     Partido Popular Sueco de Finlandia

### Primera ministra de la República de Finlandia
| Fotografía | Primer Ministro | Período                 | Período             | Partido | Partido |
| Fotografía | Primer Ministro | Inicio                  | Fin                 | Partido | Partido |
| ---------- | --------------- | ----------------------- | ------------------- | ------- | ------- |
|            | Sanna Marin     | 10 de diciembre de 2019 | 20 de junio de 2023 |         |         |

### Vice primeros ministros de la República de Finlandia
| Fotografía | Vice primera ministra | Período                  | Período                  | Partido | Partido |
| Fotografía | Vice primera ministra | Inicio                   | Fin                      | Partido | Partido |
| ---------- | --------------------- | ------------------------ | ------------------------ | ------- | ------- |
|            | Katri Kulmuni         | 10 de diciembre de 2019  | 9 de junio de 2020       |         |         |
|            | Matti Vanhanen        | 9 de junio de 2020       | 10 de septiembre de 2020 |         |         |
|            | Annika Saarikko       | 10 de septiembre de 2020 | 20 de junio de 2023      |         |         |

### Ministerios
| Ministerio                          | Fotografía | Titular              | Período                  | Período                  | Partido | Partido |
| Ministerio                          | Fotografía | Titular              | Inicio                   | Fin                      | Partido | Partido |
| ----------------------------------- | ---------- | -------------------- | ------------------------ | ------------------------ | ------- | ------- |
| 'Hacienda'                          |            | Katri Kulmuni        | 10 de diciembre de 2019  | 9 de junio de 2020       |         |         |
| 'Hacienda'                          |            | Matti Vanhanen       | 9 de junio de 2020       | 10 de septiembre de 2020 |         |         |
| 'Hacienda'                          |            | Annika Saarikko      | 10 de septiembre de 2020 | 20 de junio de 2023      |         |         |
| 'Asuntos Exteriores'                |            | Pekka Haavisto       | 10 de diciembre de 2019  | 20 de junio de 2023      |         |         |
| 'Interior'                          |            | Maria Ohisalo        | 10 de diciembre de 2019  | 19 de noviembre de 2021  |         |         |
| 'Interior'                          |            | Krista Mikkonen      | 19 de noviembre de 2021  | 20 de junio de 2023      |         |         |
| Desarrollo y Comercio Exterior      |            | Ville Skinnari       | 10 de diciembre de 2019  | 20 de junio de 2023      |         |         |
| 'Justicia'                          |            | Anna-Maja Henriksson | 10 de diciembre de 2019  | 20 de junio de 2023      |         |         |
| Trabajo                             |            | Tuula Haatainen      | 10 de diciembre de 2019  | 20 de junio de 2023      |         |         |
| 'Defensa'                           |            | Antti Kaikkonen      | 10 de diciembre de 2019  | 5 de enero de 2023       |         |         |
| 'Defensa'                           |            | Mikko Savola         | 5 de enero de 2023       | 28 de febrero de 2023    |         |         |
| 'Defensa'                           |            | Antti Kaikkonen      | 28 de febrero de 2023    | 20 de junio de 2023      |         |         |
| Gobierno Local                      |            | Sirpa Paatero        | 10 de diciembre de 2019  | 20 de junio de 2023      |         |         |
| 'Transportes y Comunicaciones'      |            | Timo Harakka         | 10 de diciembre de 2019  | 20 de junio de 2023      |         |         |
| 'Educación'                         |            | Li Andersson         | 10 de diciembre de 2019  | 17 de diciembre de 2020  |         |         |
| 'Educación'                         |            | Jussi Saramo         | 17 de diciembre de 2020  | 29 de junio de 2021      |         |         |
| 'Educación'                         |            | Li Andersson         | 29 de junio de 2021      | 20 de junio de 2023      |         |         |
| Ciencia y Cultura                   |            | Hanna Kosonen        | 10 de diciembre de 2019  | 6 de agosto de 2020      |         |         |
| Ciencia y Cultura                   |            | Annika Saarikko      | 6 de agosto de 2020      | 27 de mayo de 2021       |         |         |
| Ciencia y Cultura                   |            | Antti Kaikkonen      | 27 de mayo de 2021       | 20 de junio de 2023      |         |         |
| Ciencia y Cultura                   |            | Petri Honkonen       | 20 de junio de 2023      | 20 de junio de 2023      |         |         |
| Asuntos Europeos y Administración   |            | Tytti Tuppurainen    | 10 de diciembre de 2019  | 20 de junio de 2023      |         |         |
| 'Medio Ambiente y Cambio Climático' |            | Krista Mikkonen      | 10 de diciembre de 2019  | 19 de noviembre de 2021  |         |         |
| 'Medio Ambiente y Cambio Climático' |            | Emma Kari            | 19 de noviembre de 2021  | 7 de junio de 2022       |         |         |
| 'Medio Ambiente y Cambio Climático' |            | Maria Ohisalo        | 7 de junio de 2022       | 20 de junio de 2023      |         |         |
| 'Agricultura y Silvicultura'        |            | Jari Leppä           | 10 de diciembre de 2019  | 29 de abril de 2022      |         |         |
| 'Agricultura y Silvicultura'        |            | Antti Kurvinen       | 29 de abril de 2022      | 20 de junio de 2023      |         |         |
| 'Economía'                          |            | Mika Lintilä         | 10 de diciembre de 2019  | 20 de junio de 2023      |         |         |
| Asuntos Sociales y Salud            |            | Aino-Kaisa Pekonen   | 10 de diciembre de 2019  | 29 de junio de 2021      |         |         |
| Asuntos Sociales y Salud            |            | Hanna Sarkkinen      | 29 de junio de 2021      | 20 de junio de 2023      |         |         |
| Familia y Servicios Sociales        |            | Krista Kiuru         | 10 de diciembre de 2019  | 4 de febrero de 2022     |         |         |
| Familia y Servicios Sociales        |            | Aki Lindén           | 4 de febrero de 2022     | 6 de octubre de 2022     |         |         |
| Familia y Servicios Sociales        |            | Krista Kiuru         | 6 de octubre de 2022     | 20 de junio de 2023      |         |         |
| Cooperación Nórdica y Equidad       |            | Thomas Blomqvist     | 10 de diciembre de 2019  | 20 de junio de 2023      |         |         |

## Procedencia geográfica de los Ministros

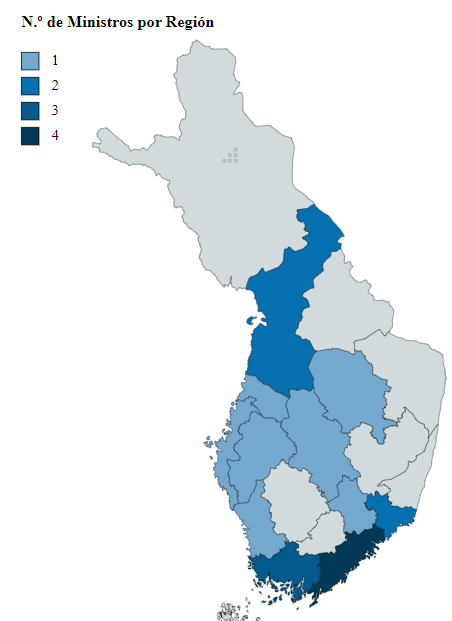
N.º de Ministros por región

| Región                 | Ministerio                              | Nombre               |
| ---------------------- | --------------------------------------- | -------------------- |
| Islas Åland            | -                                       | -                    |
| Carelia del Sur        | -                                       | -                    |
| Ostrobotnia del Sur    | Agricultura y Silvicultura              | Antti Kurvinen       |
| Savonia del Sur        | -                                       | -                    |
| Kainuu                 | -                                       | -                    |
| Tavastia Propia        | -                                       | -                    |
| Ostrobotnia Central    | Economía                                | Mika Lintilä         |
| Finlandia Central      | Ciencia y Cultura                       | Petri Honkonen       |
| Kymenlaakso            | Interior                                | Krista Mikkonen      |
| Kymenlaakso            | Gobierno Local                          | Sirpa Paatero        |
| Laponia                | -                                       | -                    |
| Päijänne Tavastia      | Desarrollo y Comercio Exterior          | Ville Skinnari       |
| Pirkanmaa              | -                                       | -                    |
| Ostrobotnia            | Justicia                                | Anna-Maja Henriksson |
| Carelia del Norte      |                                         |                      |
| Ostrobotnia del Norte  | Asuntos Europeos y Administración       | Tytti Tuppurainen    |
| Ostrobotnia del Norte  | Asuntos Sociales y Salud                | Hanna Sarkkinen      |
| Savonia del Norte      | Trabajo                                 | Tuula Haatainen      |
| Satakunta              | Asuntos Familiares y Servicios Sociales | Krista Kiuru         |
| Uusimaa                | Primera ministra                        | Sanna Marin          |
| Uusimaa                | Asuntos Exteriores                      | Pekka Haavisto       |
| Uusimaa                | Transportes y Comunicaciones            | Timo Harakka         |
| Uusimaa                | Medio Ambiente y Cambio Climático       | Maria Ohisalo        |
| Uusimaa                | Cooperación Nórdica y Equidad           | Thomas Blomqvist     |
| Finlandia del Sudoeste | Vice Primer Ministro y Hacienda         | Annika Saarikko      |
| Finlandia del Sudoeste | Educación                               | Li Andersson         |
| Finlandia del Sudoeste | Defensa                                 | Antti Kaikkonen      |

## Controversias

### Repatriación de refugiados de Al-Hawl
El 11 de diciembre de 2019, todos los partidos de oposición firmaron una moción de censura acerca de la repatriación de niños y mujeres finlandesas del campo de refugiados sirio de Al-Hawl. La moción se basó en las críticas sobre las declaraciones evasivas hechas sobre el tema por el gobierno y las acusaciones de que el ministro de Asuntos Exteriores, Pekka Haavisto, habría suministrado información inexacta al Parlamento. Haavisto rechazó las afirmaciones relacionadas con que existieran planes detallados para traer a casa a ciudadanos finlandeses, mientras el medio de comunicación nacional finlandés, Yle, informó sobre documentos oficiales que dirían lo contrario. Haavisto también fue acusado de presionar por medio de un plan para traer a los niños de vuelta a Finlandia sin el consentimiento de sus madres dejando a un lado a un alto funcionario del Ministerio en el proceso.
El 14 de diciembre de 2019, Iltalehti publicó los resultados de una encuesta en que el 53% de la gente consideró que Haavisto actuó mal, mientras 32% lo vio correcto y 16% estuvieron inseguros.
El 18 de diciembre de 2019, el Parlamento votó 110–79 a favor de la confianza de Haavisto. Al día siguiente, 10 parlamentarios firmaron una moción ante el Comité de la Ley Constitucional para pedir una inspección sobre las acciones de Haavisto.
La Ministra de Hacienda, Katri Kulmuni, fue criticada por realizar una encuesta de Instagram, en la cual preguntó si había que evacuar "solo a niños" o "niños y madres" del campamento. Después de que el correo fuera criticado duramente por el público y representantes de organizaciones de derechos humanos, Kulmuni eliminó la encuesta y se disculpó.

### Renuncia de Katri Kulmini
Se descubrió que Katri Kulmuni había malversado fondos al comprar servicios de formación y consultoría para sí misma y al facturar a dos ministerios por ello. Como consecuencia, Kulmuni dimitió y fue sustituida por Matti Vanhanen.